# Madonna Inn
De Madonna Inn is een motel en toeristische attractie in het Californische stadje San Luis Obispo net ten westen van de U.S. Route 101. De oprichters Alex Madonna (1918–2004) en zijn vrouw Phyllis hebben het gebouw vormgegeven zonder over een architectonische achtergrond te beschikken. Het motel is opgetrokken in chaletstijl en opende in 1958 zijn deuren. De Madonna Inn telt ruim honderd kamers, die er allemaal anders uitzien, en staat bekend om het vele roze in het in- en exterieur.